# Полетът към победата
„Полетът към победата“ (на испански: El vuelo de la victoria) е мексиканска теленовела от 2017 г., режисирана от Хуан Карлос Муньос и Виктор Родригес, и продуцирана от Натали Лартио за Телевиса. Версията, написана от Мария Антониета Калу Гутиерес и Антони Мартинес, е базирана на венецуелската теленовела Como tú ninguna, създадена от Карлос Ромеро.
В главните роли са Паулина Гото, Андрес Паласиос и Мане де ла Пара, а в отрицателните са първите актриси Сусана Досамантес и Елена Рохо, Хорхе Поса, Елисабет Алварес и Габи Меядо. Специално участие вземат Хорхе Аравена, Наталия Гереро, Вероника кон К, Сусана Гонсалес и Артуро Пениче.

## Сюжет
Сесилия е безпомощна жена, която е взела най-трудното решение в живота си – да остави новороденото си момиченце пред вратите на едно имение, собственост на семейство Сантибаниес. В душата на клетата майка гори искрата на надеждата, че дъщеря ѝ ще получи добър живот, какъвто тя не може да ѝ осигури.
Но бебето е намерено от Ченча, прислужница в дома на Сантибаниес, която се превръща в негова майка. Ченча трябва да отгледа момиченцето, но без да се нарушава спокойствието на семейството, особено на Глория, господарката на дома, студена и властна жена, която ще бележи съдбата на бебето.
Момиченцето е кръстено Виктория, защото достига първата си победа – жизнените показатели се нормализират, въпреки изоставянето от майката. Виктория расте, изпълнена с радост. На 4-годишна възраст Виктория тича боса из градчето. Единствената ѝ мечта е да стане професионален състезател, достигайки върха.
В града пристига дон Клементе, който търси млади таланти, които да станат част от отбора по лека атлетика, представляващ Мексико, и той намира своята звезда – Виктория, чиято мечта е напът да бъде разрушена. На 14-годишна възраст Виктория е обвинена в причиняването на инцидент, в който Лус Кларита, най-добрата ѝ приятелка, изпада в кома, макар че Виктория е направила всичко възможно, за да ѝ помогне. Глория се кълне да отмъсти на момичето, и с помощта на Хулио, Виктория е обявена за обществено опасна, причинявайки инцидента. Затова Виктория е осъдена да прекара последните си години от юношеството в поправителен дом. Но, макар и в дом, осиновителката ѝ Ченча и Андрес, малкият син на Глория, се кълнат винаги да я подкрепят, докато не излезе на свобода.
Въпреки че Глория мрази и ненавижда момичето, и прави опити да отдалечи сина си от нея, Андрес остава верен на обещанието си, дадено на единствената жена, която обича. Когато напуска поправителния дом, Андрес се надява да спечели сърцето на Виктория, както и да я направи своя съпруга.
Когато Виктория навършва 18 години, тя си възвръща свободата и мечтата, че ще се превърне в голяма атлетка. Въпреки това, Виктория трябва да вземе решение, което ще бележи съдбата ѝ – да последва мечтата си или да остане с Андрес, който никога не я е изоставял в годините, когато бе затворена в дома.
Дон Клементе отново се появява в града, предлагайки за последен път на Виктория да се присъедини към отбора по лека атлетика. Виктория решава да последва мечтата си, оставяйки всички зад гърба си, включително и Сесилия, истинската ѝ майка, която се връща в града, за да търси изоставената си дъщеря.
Отивайки в столицата, Виктория се запознава с Раул де ла Пеня, лекаря на отбора по атлетика. През всичките години, прекарани в поправителния дом, Виктория е намирала мотивация, слушайки радиопредаванията на Раул, който винаги давал най-вдъхновяващите съвети на своите слушатели, и на когото Виктория се възхищава.
Животът на Виктория намира посока, но съдбата ѝ е подготвила изненади и пречки. Тя е свобдолюбив дух и никой не може да я спре, да лети по пътя към щастието.

## Актьори
- Паулина Гото – Виктория Тонанцин
- Андрес Паласиос – Раул де ла Пеня
- Мане де ла Пара – Андрес Сантибаниес и Калсада
- Елена Рохо – Мария Исабел вдовица де Де ла Пеня
- Сусана Досамантес – Глория вдовица де Сантибаниес и Калсада
- Хорхе Поса – Хулио Монтаньо
- Елисабет Алварес – Магдалена Санчес
- Хорхе Аравена – Хорхе де ла Пеня
- Сусана Гонсалес – Исадора Дънкан
- Рене Стриклер – Клементе Мендиета
- Наталия Гереро – Сесилия де Асеведо
- Артуро Пениче – Браулио
- Вероника кон К – Кресенсия „Ченча“ Тонанцин
- Хуан Пабло Хил – Артуро
- Ева Седеньо – Кристина
- Габи Меядо – Адриана Ернандес
- Таня Лисардо – Усумасинта
- Исадора Гонсалес – Мирея
- Рафаел Амадор – Отец Естебан
- Лисета Ромо
- Ана Лорена Елордуй – Елса де ла Пеня
- Клариса Гонсалес – Елена Сантибаниес и Калсада
- Бриджит Босо
- Лало Паласиос – Елиас
- Гилермо Авилан
- Андрес Б. Дуран
- Пия Санс – Лус Кларита
- Алехандро Исагире – Сантяго Сантибаниес и Калсада
- Хорхе Гайегос – Игнасио
- Орасио Панчери – Посетител

## Премиера
Премиерата на Полетът към победата е на 10 юли 2017 г. по Las Estrellas. Последният 89. епизод е излъчен на 12 ноември 2017 г.

## Продукция
Снимките на теленовелата започват на 2 май 2017 г.

## Саундтрак
| Nº | Заглавие             | Изпълнител     | Композитор                                                     | Продължителност |
| -- | -------------------- | -------------- | -------------------------------------------------------------- | --------------- |
| 1  | „Me enamoré“         | Патрицио Буане | Хорхе Едуардо Мургия Педраса Маурисио Ернандес Лопес де Ариага | 3:21            |
| 2  | „Necesito a alguien“ | Паулина Гото   | Хорхе Едуардо Мургия Педраса Маурисио Ернандес Лопес де Ариага | 2:48            |
| 3  | „Creo en tu amor“    | Паулина Гото   | Хорхе Едуардо Мургия Педраса Маурисио Ернандес Лопес де Ариага | 3:21            |

## Версии
- Como tú ninguna, венецуелска теленовела от 1995 г., с участието на Габриела Спаник и Мигел де Леон.